# Vinacciano
Vinacciano è una frazione di Serravalle Pistoiese in provincia di Pistoia.

## Geografia fisica
Situata nella valle dell'Ombrone Pistoiese, sulle colline settentrionali del Montalbano, denominate dei Monti di sotto, al confine con i castelli di Monsummano e Montevettolini. Questa posizione lo pone in un luogo particolarmente strategico per il controllo della viabilità  da e verso la pianura pistoiese - fiorentina.

## Storia
Che il castello di Vinacciano esistesse molto prima del 998 è evidenziato dal diploma che Ottone III spedì il 25 febbraio di quell'anno all'allora vescovo Antonino della diocesi di Pistoia, che aveva dominio feudale e autorità giudiziaria su questa terra, dichiarando di prendere la Curtem Vinathianam sotto la sua protezione.
Nel 1221 il fortilizio di Vinacciano passa di proprietà al comune di Pistoia, dopo una dibattuta sentenza emessa in suo favore, fatta dal legale imperiale Everardo di Lutra. Questo castello subì le stesse sorti dei suoi vicini, specialmente nel secolo XIV, quando Uguccione della Faggiola, allora insediatosi signore a Lucca, mosse guerra alla città di Pistoia. Con il suo esercito ed i fuoriusciti pistoiesi di parte bianca e ghibellina, conquistò le roccaforti di Serravalle, Castellina, Casore del Monte e Marliana ed infine quella di Vinacciano, insediandovi i suoi soldati e costringendo gli abitanti a partecipare alla presa di Pistoia. Tuttavia Uguccione non riuscì nel suo intento, nemmeno dopo aver corrotto con denaro alcuni soldati che dall'interno della città di Pistoia dovevano aprirgli le porte, in quanto essi furono scoperti e ad Uguccione non resto' che ritirarsi in tutta furia.
L'importanza strategica del castello di Vinacciano viene confermata ancora nell'anno 1318, quando i Lucchesi rivolsero il loro esercito ancora una volta contro la città di Pistoia. Dopo aver assoggettato i vicini castelli, che si arresero per la grande potenza del suo esercito, Castruccio Castracani signore di Lucca il 2 gennaio del 1318 arrivò nelle terre di Vinacciano che altro non poté fare che arrendersi alla sua volontà. Nel 1322 dopo che i Lucchesi presero Pistoia e tornando verso la propria città passarono da Vinacciano fortificandolo ed insediandovi suoi soldati.

## Luoghi di interesse
- Castello di Vinacciano
- Chiesa dei Santi Lucia e Marcello
- Villa di Montegattoli